# 수다르샤나차크라

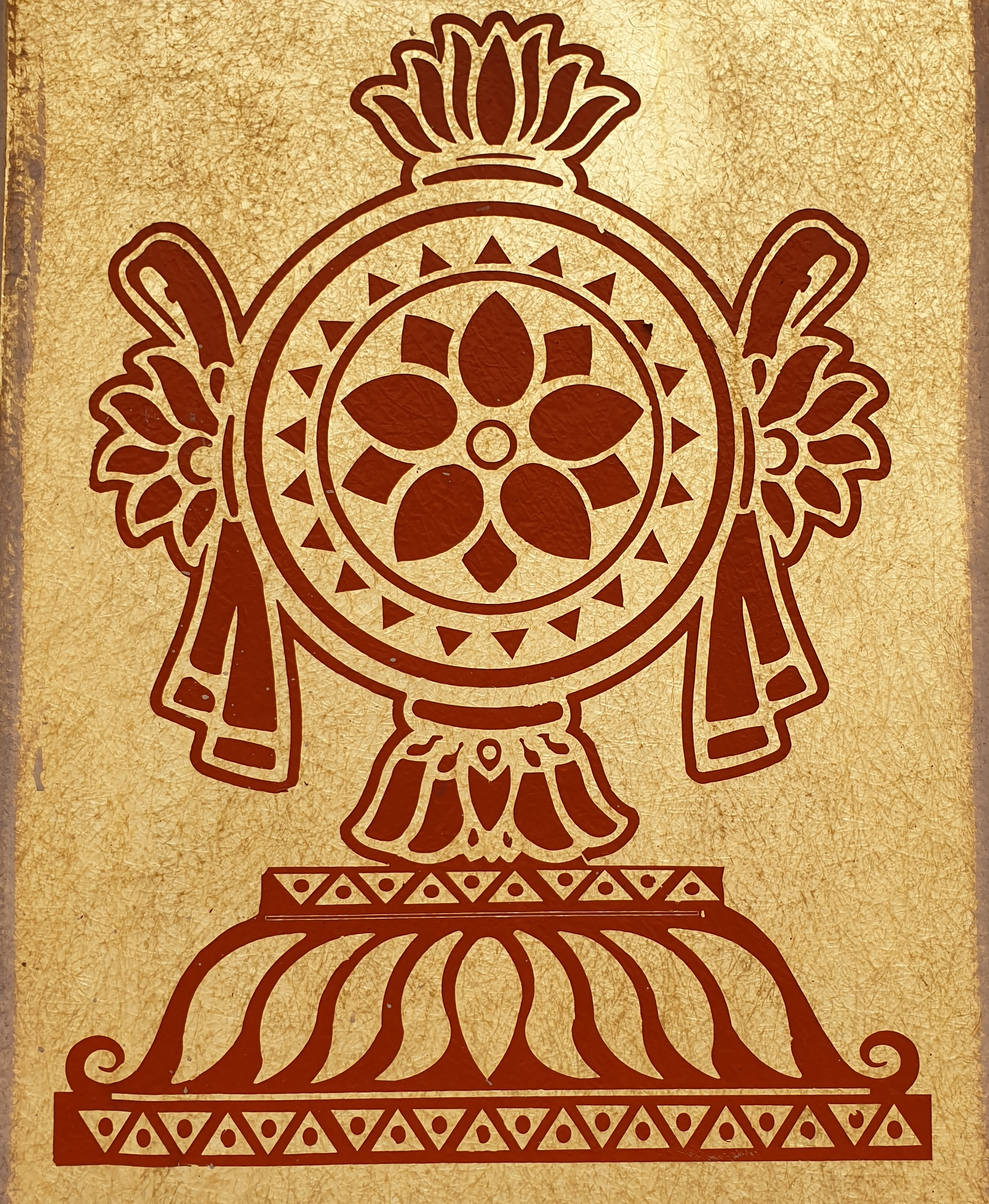
사원 벽에 새겨진 수다르샤나 차크라의 도상학

수다르샤나차크라(산스크리트어: सुदर्शनचक्र)는 힌두교 경전에서 비슈누에게 귀속되는 신성한 원반이다. 수다르샤나 차크라는 일반적으로 비슈누의 네 손 중 오른쪽 뒷손에 묘사되며, 비슈누는 또한 판차잔야(소라), 카우모다키(메이스), 파드마(연꽃)를 들고 있다.
리그베다에서 수다르샤나차크라는 시간의 수레바퀴로서 비슈누의 상징으로 언급된다. 이 원반은 나중에 악마를 파괴하는 데 사용되는 비슈누의 맹렬한 형태인 아유다푸루샤(의인화된 형태)로 나타났다. 아유다푸루샤로서 이 신은 차크라페루말 또는 차크라탈바르로 알려져 있다.

## 어원
수다르샤나(Sudarshana)라는 단어는 두 개의 산스크리트어 단어인 수(सु, "좋은/상서로운"을 의미)와 다르샤나(दर्शन, "시야"를 의미)에서 파생되었다. 모니에르-윌리엄스 사전에 따르면 차크라(Chakra)는 어근 क्रम्(kram) 또는 ऋत्(rt) 또는 क्रि(kri)에서 파생되었으며, 많은 의미 중에서도 마차의 바퀴, 태양 전차의 바퀴, 또는 은유적으로 시간의 수레바퀴를 나타낸다. 타밀어로 수다르샤나 차크라는 차크라탈바르(원반 지배자)라고도 알려져 있다.

## 문학

### 리그베다

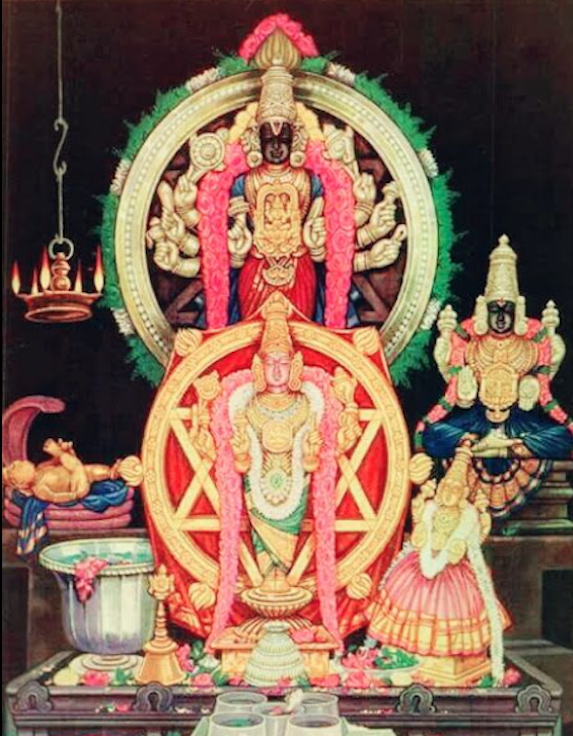
타밀나두주에서 숭배되는 차크라파니 페루말의 예술적 묘사.

리그베다는 수다르샤나차크라를 비슈누의 상징이자 시간의 수레바퀴로 언급한다.

### 마하바라타
마하바라타에는 비슈누와 동일시되는 크리슈나의 무기인 신성한 원반이 등장한다. 크리슈나는 황제 유디슈티라의 라자수야 야즈나에서 수다르샤나차크라로 시슈팔라의 목을 베었다. 그는 또한 쿠루크셰트라 전쟁 14일째에 태양을 가리기 위해 이 원반을 사용했다. 카우라바는 속아 넘어갔고, 아르주나는 자야드라타를 죽여 자신의 아들의 죽음에 복수할 수 있었다.

### 라마야나
라마야나에 따르면 수다르샤나차크라는 신성한 건축가 비슈바카르마에 의해 만들어졌다. 비슈누는 차크라바나라는 산 정상에서 하야그리바라는 다나바를 죽이고 그에게서 원반을 빼앗는다.

### 아히르부드냐 삼히타
아히르부드냐 삼히타(산스크리트어: अहिर्बुध्न्यसंहिता, IAST: Ahiburdhnyasaṃhitā)는 판차라트라 전통에 속하는 힌두교 비슈누파 경전이다. 이는 기원후 1천년기, 아마도 기원후 200년경에 수세기에 걸쳐 집필되었을 가능성이 있는 탄트라 작품이다. 아히르부드냐 삼히타는 문자 그대로 깊은 곳의 뱀(뱀을 뜻하는 ahi와 바닥/뿌리를 뜻하는 budhna에서 유래)의 총서(삼히타)를 의미한다.
아히르부드냐 삼히타에서 비슈누는 39가지 다른 형태로 나타났다. 이 삼히타는 수다르샤나에 대한 개념이 특징이다. 수다르샤나를 위한 만트라를 제공하고, 다수의 팔을 가진 수다르샤나 숭배 방법을 상세히 설명한다. 그 장들에는 아스트라(무기), 앙가(만트라), 비유하, 소리, 질병의 기원에 대한 설명, 수다르샤나 푸루샤를 나타나게 하는 방법, 신성한 무기와 흑마법에 저항하는 방법, 수다르샤나 얀트라를 만들고 숭배하는 방법이 포함되어 있다. 아히르부드냐 삼히타는 타라카 만트라, 나라심하누스투바 만트라, 세 가지 신비한 알파벳, 사슈티탄트라 및 일부 아스트라 만트라의 원천이다. 또한 푸루샤 수크타를 언급한다. 이 삼히타의 네 가지 비유하는 바수데바, 삼카르샤나, 프라듀므나, 그리고 아니루다이다.

### 푸라나
푸라나 또한 수다르샤나 차크라가 비슈바카르마에 의해 만들어졌다고 언급하며, 그 기원에 대한 전설을 담고 있다. 비슈바카르마의 딸인 산즈나, 산즈냐는 태양신 수리야와 결혼했다. 그러나 남편의 불타는 빛과 열 때문에 그에게 가까이 갈 수 없었다. 그녀가 이 사실을 아버지에게 알리자, 비슈바카르마는 태양의 광채를 줄여 딸이 그와 함께 있을 수 있도록 했다. 태양의 광채로부터 비슈바카르마는 세 가지 신성한 물건을 만들어냈다. 즉, 공중 비마나 푸슈파카 비마나, 시바의 트리슐라, 그리고 비슈누의 수다르샤나 차크라이다.
닥샤 야즈나에서 닥샤야니가 분신자살한 후, 슬픔에 잠긴 시바는 그녀의 생명 없는 몸을 들고 다녔으며, 위로할 수 없었다. 그를 고통에서 해방시키기 위해 비슈누는 수다르샤나 차크라를 사용하여 사티의 시신을 51조각으로 잘랐다. 여신의 51개 신체 부위는 땅에 흩어져 샤크티 피타로 숭배되는 것으로 여겨진다.
비슈누는 암바리샤 왕에게 그의 헌신에 대한 보상으로 수다르샤나 차크라의 축복을 내렸다.
수다르샤나 차크라는 또한 라후의 목을 자르고 천상의 만다라산을 사무드라 만타나 동안 자르는 데 사용되었다.

## 역사적 묘사

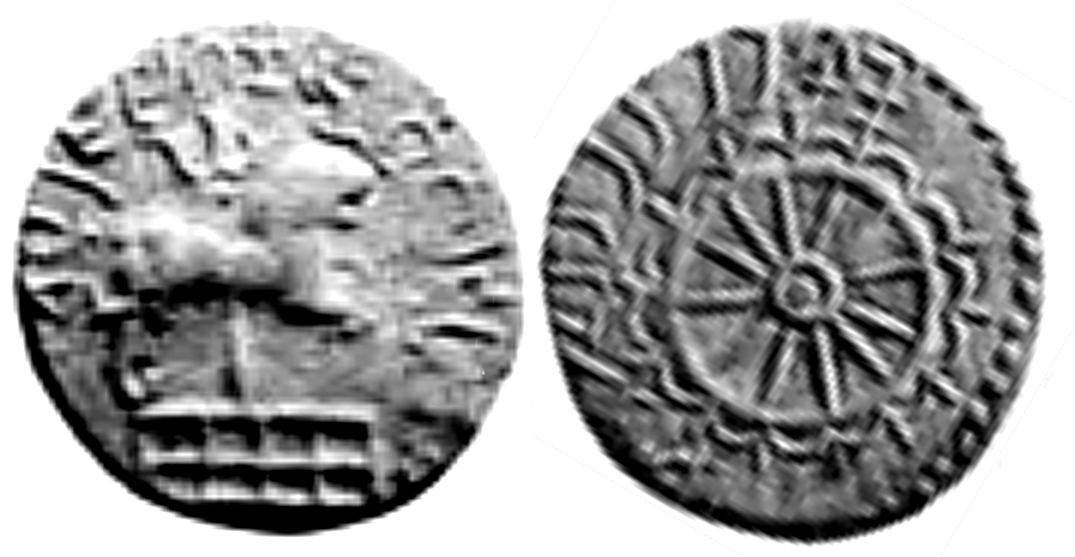
알렉산더 커닝엄의 고대 인도 주화: 가장 초기 시대부터 7세기까지 (1891년)에 실린 브리슈니 은화

차크라는 가나(gana)라는 단어와 부족 이름이 새겨진 많은 부족의 주화에서 발견된다. 수다르샤나-차크라의 초기 역사적 증거는 전설적인 Vṛishṇi-rājaṅṅya-gaṇasya-trātasya가 새겨진 희귀한 부족 브리슈니 은화에서 발견되는데, P. L. 굽타는 이것이 브리슈니가 라잔야 부족과 연합을 형성한 후 가나(부족 연맹)에 의해 공동 발행되었을 가능성이 있다고 생각했다. 그러나 아직까지는 결정적인 증거가 없다. 커닝엄에 의해 발견되어 현재 영국 박물관에 소장되어 있는 이 은화는 브리슈니의 정치적 존재를 증명한다. 이는 기원전 1세기경으로 추정된다. 이후에 만들어진 브리슈니 구리 주화는 펀자브에서 발견되었다. 차크라가 새겨진 주화의 또 다른 예는 기원전 2세기 타크실라 주화로, 16개의 바퀴살이 있는 바퀴가 새겨져 있다.
기원전 180년경으로 추정되는, 바수데바-크리슈나의 이미지가 새겨진 동전이 아프가니스탄 쿤두즈 지역의 그리스-박트리아 도시 아이하눔에서 아가토클레스 디카이오스에 의해 주조된 것으로 발견되었다. 네팔에서는 카트만두의 자야 차크라바르틴드라 말라가 차크라가 새겨진 동전을 발행했다.
지금까지 알려진 단 두 가지 종류의 차크라-비크라마 동전 중 하나는 비슈누가 차크라-푸루샤로 묘사된 금화이다. 찬드라굽타 2세가 비크라마라는 별칭이 새겨진 동전을 발행했지만, 뒷면에 칼파브릭샤가 있기 때문에 그에게 귀속시키는 것은 불가능했다.

## 의인화된 형태

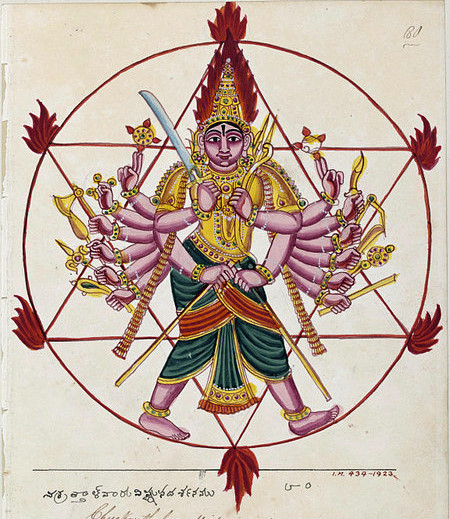
아유다푸루샤이자 주인이자 비슈누의 맹렬한 면모인 차크라탈바르로 묘사된 수다르샤나차크라

수다르샤나의 의인화된 형태는 고대 인도의 원반형 무기에서 중세 시대의 비의적인 다수의 팔을 가진 이미지로 거슬러 올라갈 수 있는데, 이 이미지에서 차크라는 최고 신(비슈누)의 충실한 시종 역할을 했다. 두 팔을 가진 차크라-푸루샤가 인간적인 형태였던 반면, 중세의 다수의 팔을 가진 수다르샤나(차크라페루말 또는 차크라탈바르로 알려짐)는 우주의 파괴적인 힘의 비인격적인 표현으로 추정되었다. 이는 최종적으로 불타는 무기와 우주를 파괴하는 시간의 수레바퀴를 결합한 형태이다.
탄트리즘의 부흥은 차크라가 비슈누의 활성적인 면모로서 의인화되는 발전을 도왔는데, 팔라 제국 시대의 일부 조각상들이 이러한 발전을 증언하며, 이 방식의 차크라는 브리슈니와 관련되어 있을 가능성이 있다. 그러나 수다르샤나가 비슈누의 권능을 완전히 집중시킨 준독립적인 신으로 숭배되는 것은 인도 남부의 현상으로, 13세기 이후에 조각상, 경전, 비문이 나타나기 시작했고 15세기 이후에야 대규모로 증가했다.
판차라트라 경전에서 차크라 푸루샤는 네, 여섯, 여덟, 열여섯, 또는 서른두 개의 팔을 가지고 있으며, 원형 테두리 안에 한쪽에는 다수의 팔을 가진 수다르샤나가, 다른 한쪽에는 나라심하가 그려진 양면 이미지가 있는데 (판차라트라에서는 수다르샤나-나라심하라고 불림), 가야 지역에서 발견되는 6세기와 8세기로 추정되는 일부는 춤추는 자세를 취하고 있다. 7세기로 추정되는 라지기르의 바라하를 포함한 독특한 차크라 푸루샤 이미지와 672년으로 추정되는 압사드(비하르)에서 발견된 정교한 의인화 이미지가 있다.
차크라는 고대부터 존재했지만, 차크라와 샹카의 의인화된 형태가 북인도와 동인도에서 차크라-푸루샤와 샹카-푸루샤로 나타나기 시작하면서, 인도 남부에서는 나야크 시대에 불꽃을 지닌 수다르샤나의 의인화된 이미지가 대중화되었다. 킬마빌란가이 동굴에는 비슈누상이 새겨진 고풍스러운 암벽 구조물이 있는데, 이곳에는 불꽃 없는 샹카와 차크라를 들고 있는 비슈누상이 있다. 이 시점에는 불꽃을 지닌 차크라푸루샤는 인도 남부에서 아직 구상되지 않았다. 북부로부터의 침략 위협은 국가 비상사태였고, 이 시기에 통치자들은 왕이 수다르샤나의 이미지를 만들고 숭배함으로써 위협을 해결해야 한다고 규정한 아히르부드냐 삼히타를 찾았다.
비자야나가라 제국 시대에 수다르샤나상 설치에 유사한 동기가 기여했지만, 나야크 왕조 시대에는 수다르샤나 숭배가 더욱 광범위하게 확산되었고, 수다르샤나상이 작고 외딴 사원에서 중요하고 큰 사원에 이르기까지 다양한 사원에 세워졌다. 비록 정치적 혼란으로 인해 비자야나가라 제국이 해체되었지만, 사원의 건설과 개조는 멈추지 않았다. 나야크 시대는 건축 사업을 계속했으며, 베글리와 닐라칸타 사스트리는 "통치자들이 힌두교의 모든 유산을 보존하고 발전시키는 책임에 대한 인식을 반영했다"고 언급했다.
수다르샤나 숭배는 베다교와 탄트라교에서 모두 발견된다. 가루다 푸라나에서는 차크라가 탄트라 의식에서도 소환되었다. 수다르샤나의 탄트라는 왕이 적을 가능한 한 가장 짧은 시간에 물리칠 수 있도록 힘을 주는 것이었다. 수다르샤나의 머리카락은 원반의 테두리를 따라 높이 솟아오른 불꽃의 혀로 묘사되어 신을 광선 원(프라바-만달라)으로 둘러싸는데, 이는 신의 파괴적인 에너지를 묘사한 것이다.

## 묘사

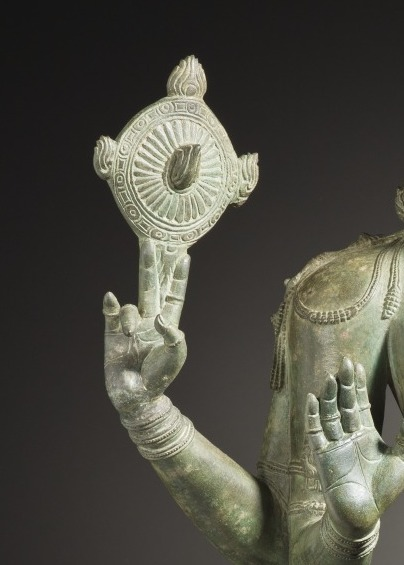
13세기 비슈누 금속 상의 차크라

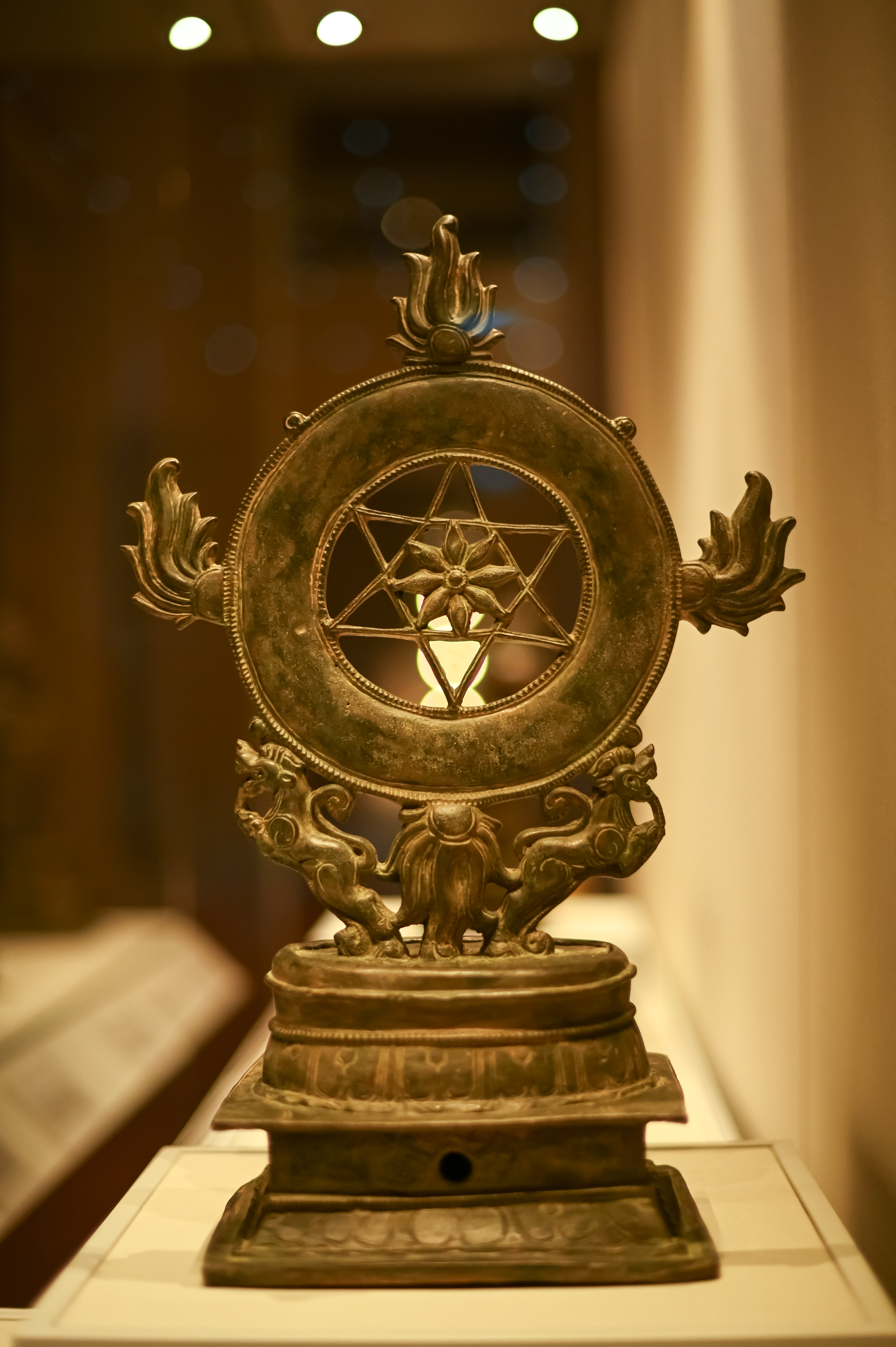
싱가포르 아시아 문명 박물관에 소장된 18세기 수다르샤나 청동상.

### 철학
다양한 판차라트라 문헌들은 수다르샤나차크라를 프라나, 마야, 크리야, 샤크티, 바바, 우느메라, 우댜마, 그리고 삼칼파로 묘사한다. 판차라트라의 아히르부드냐 삼히타에서는 속박과 해탈에 대해 영혼은 부티-샤크티(두 부분, 즉 시간(부티)과 샤크티(마야)로 구성됨)에 속하는 것으로 묘사되며, 해탈된 자신만의 자연적인 형태로 다시 태어날 때까지 환생을 거친다. 삼사라의 이유와 목적은 미스터리로 남아 있다. 삼사라는 신의 '놀이'로 묘사되지만, 삼히타의 묘사에서 신은 놀이를 원하지 않는 완벽한 존재이다. 놀이의 시작과 끝은 수다르샤나를 통해 이루어지는데, 아히르부드냐 삼히타에서 수다르샤나는 전능하고 전지하며 편재하는 신의 의지이다. 수다르샤나는 창조, 보존, 파괴, 방해, 그리고 가림의 다섯 가지 주요 방식으로 나타나 영혼을 더러움과 속박에서 해방시켜 새로운 탄생을 유발하는 바사나를 없애고, 영혼이 최고의 주님과 공유하는 자신만의 자연적인 형태와 조건, 즉 전능함, 전지함, 편재함으로 돌아가게 한다.

### 무기
아히르부드냐 삼히타에 따르면, "차크라의 형태를 한 비슈누는 보편적 주권을 얻고자 하는 왕들의 이상적인 숭배 대상으로 여겨졌다." 이는 푸라나의 바가바타 전통과 관련된 개념으로, 굽타 시대에까지 거슬러 올라가는 종교적 조건이며, 차크라바르틴 개념으로도 이어졌다. 보편적 주권의 개념은 크리슈나와 비슈누의 혼합을 촉진하고 상호적으로 그들의 군사력과 영웅적 공훈을 강화했을 가능성이 있으며, 크샤트리아 영웅 크리슈나는 현상 세계의 질서를 유지하고, 복합적인 비슈누는 모든 존재를 지탱하는 우주의 창조자이자 유지자이다. 베글리는 바가바타 종파의 초기 확장에서 시작하여 수다르샤나의 의인화된 도상학의 진화를 다음과 같이 설명한다.
 "차크라-푸루샤의 비교적 단순한 종교적 기능과 달리, 남인도의 중세 수다르샤나-푸루샤의 도상학적 역할은 매우 복잡했다. 중세 수다르샤나는 파괴의 무서운 신으로 여겨졌으며, 그의 숭배를 위해 특별한 탄트라 의식이 고안되었다. 파괴의 비의적 매개체로서의 수다르샤나의 도상학적 개념은 차크라의 원래 군사적 함의를 재확인하는 것이다."
수다르샤나를 위한 사원을 지어 '수다르샤나의 은총'을 얻는 것에 대한 초기 경전적 언급은 아히르부드냐 삼히타에서 쿠샤드와자, 자나카 왕국의 왕에 대한 이야기에서 찾을 수 있다. 그는 과거에 의로운 왕을 죽인 죄로 인해 악마에 빙의되어 여러 가지 질병을 앓고 있었다. 그의 구루는 그에게 사원을 짓고 10일 동안 속죄 의식을 행하도록 조언했고, 그 후 그는 치유되었다. 그러나 불타는 수레바퀴 위에 서 있는 수많은 무기를 가진 끔찍한 형상의 다수의 팔을 가진 수다르샤나는 남인도 도상학에서 유래했으며, 남인도 수다르샤나 이미지의 가장 초기 예는 13세기 작은 팔 개의 팔을 가진 청동상이다.

## 숭배
차크라페루말 또는 차크라탈바르 신전(산니디)은 비슈누 사원 내부에 있지만, 차크라페루말만을 주신(물라바르)으로 모시는 사원은 거의 없다.
- 스리 수다르샤나 바가반 사원, 나가망갈라
- 차크라파니 사원, 쿰바코남 - 카베리강의 차크라 목욕 가트 강둑에 위치. 여기서는 신이 차크라 라잔이고 그의 배우자는 비자야발리이다.
- 푸리 자간나트 사원, 이곳에서는 자간나타 (비슈누-크리슈나의 한 형태), 수바드라, 발라라마, 그리고 수다르샤나가 주신이다.
- 긴지의 차크라페루말 사원은 바라하나디 강둑에 있으며 현재는 운영되지 않는다[37]

케랄라에서는 수다르샤나차크라가 직접적으로 그리고 라마 경의 아바타라로 여겨지는 다샤라타 왕의 네 아들 중 하나인 샤트루그나의 형태로 모두 숭배된다.
수다르샤나 무르티로서
- 투라부르 스리 나라심하 무르티 사원, 알라푸자 지구 - 케랄라에서 보기 드문 사원 단지 중 하나로, 두 개의 성소가 하나의 날람발람(사원 구조물) 안에 위치하며, 하나는 나라심하 경에게, 다른 하나는 마하 수다르샤나 무르티에게 봉헌되어 있다. 수다르샤나 무르티 사원은 1300년 된 것으로 추정된다.
- 스리발라바 사원, 티루발라, 파타남티타 - 케랄라에서 가장 오래되고 큰 사원 중 하나이자 108개의 디비야 데삼 중 하나로, 수다르샤나 무르티는 이 사원에서 스리발라바와 함께 숭배된다. 수다르샤나 차크라를 위한 사원은 산크라마갈라투 일람의 스리데비 안테르자남이 건설했고, 기원전 59년 체룸테비 여왕이 재건했다.
- 트리차크라푸람 사원, 푸탄치라 - 주신은 수다르샤나 무르티이다. 아침에는 신이 맹렬한 마하 수다르샤나 무르티로 숭배되고, 저녁에는 더 차분한 수다르샤나 무르티로 숭배된다. 저녁 푸자는 향 램프와 종 없이 손짓으로 진행된다. 숭배는 수다르샤나 무르티로서 비슈누 경을 위한 것이지만, 사원의 전설이 시바 경과 관련되어 있어 초승달이 신상에 부착된 주된 장식이다.
- 아야르바톰 스리 마하 수다르샤나 사원, 에라반누르, 코지코드
- 팔리카라 스리 마하비슈누 수다르샤나 사원, 코지코드
- 알라티유르 파벨리카라 나라야나투 카부 수다르샤나 사원, 트리프란고드, 말라푸람

샤트루그나 아바타르로서
- 파야말 스리 샤트루그나 스와미 사원, 트리스수르
- 메티리 스리 사트루그나스와미 사원, 코타얌
- 네둥가투 스리 샤트루그나 스와미 사원(맘마라세리), 에르나쿨람
- 나라나투 샤트루그나 스와미 사원, 말라푸람
- 파얌 스리 마하비슈 (샤트루그나) 사원, 칸누르
- 스리 샤트루그나 스와미 사원, 칼쿨람, 쿠탄누르, 팔락카드

차크라 페루말의 신상은 일반적으로 비자야나가라 양식으로 지어진다. 차크라페루말에는 16개의 팔을 가진 형태와 8개의 팔을 가진 형태 두 가지가 있다. 16개의 팔을 가진 형태는 파괴의 신으로 여겨지며 거의 발견되지 않는다. 심하찰람 사원 내부의 차크라페루말 신사는 희귀한 16개의 팔을 가진 형태를 소장하고 있다. 8개의 팔을 가진 형태는 자비로우며 일반적으로 비슈누 사원에서 발견된다. 차크라페루말은 비슈누 자체의 아바타라로 신격화되었으며, 아히르부드냐 삼히타는 차크라-푸루샤를 비슈누 자체와 동일시하며 "차크라루피 스바얌 하리"라고 명시한다.
심하찰람 사원은 발리하르나 또는 정화 의식을 따른다. 수다르샤나 또는 차크라페루말은 나라심하의 발리 베라(주요 신을 대표하여 희생을 받는 신상)이며, 둥근 후광을 배경으로 비슈누의 상징물을 든 16개의 팔을 가진 모습으로 서 있다. 발리하르나에서 차크라페루말은 야즈나살라로 옮겨져 야즈나(희생)가 거행되는데, 이 때 비슈누 수크타와 푸루샤 수크타와 함께 신상 만트라를 읊으며 기와 함께 조리된 밥을 바친다. 그 후 그는 나머지 음식을 사원의 수호신들에게 바치며 가마에 태워 사원 주변을 돈다.
수다르샤나차크라 신사가 있는 다른 사원으로는 베에라라가바 스와미 사원, 티루에불; 랑가나타스와미 사원, 스리랑가파트나; 티루모후르 칼라메가페루말 사원, 마두라이; 그리고 바라다라자 페루말 사원, 칸치푸람이 있다.
수다르샤나 호맘은 수다르샤나와 그의 배우자 비자야발리를 희생 제물에 불러들여 수행된다. 이 호맘은 남인도에서 매우 인기가 있다.

## 같이 보기
- 아유다푸루샤
- 아히르부드냐 삼히타
- 판차잔야
- 차크람
- 태국의 짜끄리 왕조, 이 무기에서 이름을 따왔다.
- 삼포 (핀란드 신화)

## 더 읽어보기
- 비슈누의 불타는 수레바퀴: 수다르샤나-차크라의 도상학 (뉴욕, 1973) by W. E. Begley